# Атлантический лес
Атлантический лес, или бразильский атлантический лес (порт. Mata Atlântica do Brasil) — глобальный экорегион в Южной Америке, представляющий собой стокилометровую полосу, которая располагается вдоль атлантического побережья юго-восточной Бразилии от штата Риу-Гранди-ду-Норти на севере до Риу-Гранди-ду-Сул на юге. Атлантическим лесом покрыт также остров Фернанду-ди-Норонья, расположенный примерно в 350 километрах от северо-восточного побережья Бразилии и состоящий из 21 острова, а также маленьких островков и скал. В глубине континента в южной части захватывает территорию Парагвая и аргентинской провинции Мисьонес. Основным типом растительности являются широколиственные влажные тропические и субтропические леса, включая мангры и горные леса. На территории экорегиона встречаются также саванны и сухие тропические леса. От амазонской сельвы атлантический лес отделён сухим экорегионом Серрадо, что способствовало формированию своеобразных сообществ растений и животных.
На территории экорегиона находится природный объект Всемирного наследия ЮНЕСКО № 892 — «Лесные резерваты восточного атлантического побережья („Берег открытия“)».

## Биоразнообразие
Несмотря на то, что экорегион сильно пострадал от сведения лесов для сельскохозяйственных нужд и урбанизации (из миллиона квадратных километров девственных лесов осталось около 7 %), флора и фауна здесь очень богаты, на одном гектаре может произрастать 450 видов деревьев. Много эндемиков, например, 92 % местных земноводных больше нигде не встречаются. Примером приматов может служить род львиные игрунки (Leontopithecus). Вид ошейниковый ленивец (Bradypus torquatus) сохранился только в бразильском атлантическом лесу. Птиц представляют виды синешапочная танагра (Tangara cyanocephala), красноклювый кракс (Crax blumenbachii), синебрюхий попугай (Triclaria malachitacea), трёхпалая якамара (Jacamaralcyon tridactyla) и другие.
На острове Фернанду-ди-Норонья сохранились два эндемичных вида птиц — Elaenia ridleyana и Vireo gracilirostris. Эндемиком острова также является ящерица Trachylepis atlantica.